# Козеркі
Козеркі (пол. Kozerki) — село в Польщі, у гміні Гродзиськ-Мазовецький Ґродзиського повіту Мазовецького воєводства.
Населення — 598 осіб (2011).
У 1975-1998 роках село належало до Варшавського воєводства.

## Демографія
Демографічна структура станом на 31 березня 2011 року:
|          | Загалом | Допрацездатний вік | Працездатний вік | Постпрацездатний вік |
| -------- | ------- | ------------------ | ---------------- | -------------------- |
| Чоловіки | 275     | 68                 | 183              | 24                   |
| Жінки    | 323     | 69                 | 200              | 54                   |
| Разом    | 598     | 137                | 383              | 78                   |